# Cô bé Charlotte
Cô bé Charlotte (若草のシャルロット, lit. Cô bé Charlotte) là một bộ phim hoạt hình sản xuất bởi Nippon Animation Co. Ltd. Lần đầu tiên được phát sóng tại Nhật Bản từ ngày 29 tháng 10 năm 1977 đến ngày 27 tháng 05 năm 1978, và được dựa trên một câu chuyện gốc của nhà biên kịch Shun'ichi Yukimuro (đối lập với manga hiện có).
Ban đầu, loạt phim này Nippon Animation nhắm mục tiêu cụ thể đến khán giả shoujo, phim rất được yêu thích nhất và biết tới nhiều ở một số nước Châu Âu, đặc biệt là ở Ý. Tại Philippines, nó được phát sóng bởi ABS-CBN vào những năm 1990, Yey! vào tháng 6 năm 2017 và GMA Network vào những năm 2000 cùng với một số lần phát sóng lại sau đó.
Tại Việt Nam, loạt phim đã được có lồng tiếng  phát sóng chiếu trên kênh HTV7 vào năm 1995.

## Nội dung
Charlotte được nuôi dưỡng bởi cha cô, một cựu quý tộc Pháp, đang sống tại một trang trại ở Quebec, Canada.
Mặc dù không có mẹ, Charlotte vẫn là một cô bé vui vẻ, hạnh phúc cho đến sinh nhật lần thứ 13. Vào ngày hôm đó, một bưu kiện được gửi tới từ mẹ của cô, người được cho là đã chết.
Sau khi cha của Charlotte qua đời, người mẹ này đến sống với cô. Vào lúc đó, Charlotte gặp một chàng trai kỳ lạ. Đây chỉ là khởi đầu của nhiều sự cố đau lòng trong cuộc đời của cô bé.

## Danh sách tập phim
| Episode | Tên                                    |
| ------- | -------------------------------------- |
| 1       | Nó đã xảy ra vào ngày sinh nhật        |
| 2       | Con không cần mẹ                       |
| 3       | Biến đi, cơn ác mộng!                  |
| 4       | Spica, ngôi sao tỏa sáng trong tim tôi |
| 5       | Bố vẫn còn sống                        |
| 6       | Cỗ xe tới từ thiên đường               |
| 7       | Nữ hoàng của trang trại                |
| 8       | Kỵ sỹ trong tuyết                      |
| 9       | Lá thư Giáng sinh                      |
| 10      | Lễ hội tuyết mời mùa xuân đến          |
| 11      | Lời nhắn từ Paris                      |
| 12      | Đôi cánh nhỏ trên Đại Tây Dương        |
| 13      | Ngày tôi sẽ gặp mẹ                     |
| 14      | Tôi ghét quý tộc                       |
| 15      | Buổi sáng gặp mẹ                       |
| 16      | Sum họp                                |
| 17      | 75% hạnh phúc                          |
| 18      | Dòng suối nhỏ trong ngọn lửa           |
| 19      | Tạm biệt Paris                         |
| 20      | Trang trại nhỏ giữa Đại dương          |
| 21      | Trang trại Andre thân thương           |
| 22      | Ánh sáng của trang trại của bố đã tắt  |
| 23      | Lần cắm trại đầu tiên của tôi          |
| 24      | Hai cuộc chiến                         |
| 25      | Tin tức từ Flock                       |
| 26      | Marie trong ánh hoàng hôn              |
| 27      | Hồn ma của bố                          |
| 28      | Mẹ trở thành thị trưởng                |
| 29      | Chia tay trong rừng hoa                |
| 30      | Tháng Năm tươi đẹp                     |

## Âm nhạc
| Tiêu đề               | Tên tiếng Anh                | Thể hiện     | Mô tả         |
| --------------------- | ---------------------------- | ------------ | ------------- |
| Wakakusa no Charlotte | Charlotte of the Young Grass | Kumiko Kaori | Nhạc mở đầu   |
| Mei Furawaa           | Mayflower                    | Kumiko Kaori | Nhạc kết thúc |